# ジョージ・ハーバート・ウォーカー
ジョージ・ハーバート・ウォーカー（George Herbert Walker、1875年6月11日 – 1953年6月24日）は、アメリカの銀行家、実業家。孫は元アメリカ合衆国大統領ジョージ・H・W・ブッシュ、曾孫は同ジョージ・W・ブッシュ。

## 経歴
ミズーリ州セントルイスで、デイビッド・デイビス・ウォーカーとマーサ・アデラ・ビーキーの末息子として生まれた。Stonyhurst Collegeで学び、1897年にセントルイス・ワシントン大学を卒業した。
1900年、G.H. Walker & Co.という銀行や投資会社を始めた。 家族ぐるみで多くの国際的な銀行との繋がりを持ち、セントルイス万国博覧会の開催にも尽力した。地元の民主党の陰の実力者として知られていた。
1920年、投資会社W.A・ハリマン社の社長になり、and quickly arranged the credits that W・アヴェレル・ハリマン needed to take control of the ハンブルク-アメリカ線の。 American Ship and Commerce Corpも創業した。 to be subsidiary of the W.A. Harriman & Co., with contractual power over the affairs of the Hamburg-Amerikaを組織した。W.A・ハリマン社 (1927年ハリマン・ブラザーズ社に改名)はドイツ、ロシアでの事業の成功、 1931年1月1日にBrown Bros. & Co.と合併により、好業績を修めた。G.H.ウォーカー社を引退した。この会社にはハリマン兄弟や婿のプレスコット・ブッシュ、ブラウン・ブラザーズ・ハリマンのサッチャーM.ブラウンが残った。この会社のロンドン支店は、その歴史的な名Brown, Shipley & Co.の元で活動を続けた。
W.A. Harriman & Company、Harriman Fifteen、American International Corporation、 Georgian Manganese Corporation、Barnsdall Corporation、American Ship & Commerce Corporation、Union Banking Corporation、G.H. Walker & Company、ミズーリ・パシフィック鉄道、Laclede Gas and the New Orleans、Texas and Mexico Railroadの重役であった。
経営活動に加え、ゴルフ愛好家で全米ゴルフ協会会長でもあった。そのウォーカーカップ(有名な隔年大会) は彼にちなんで名づけられた。義息プレスコット・ブッシュは、全米ゴルフ協会実行委員会のメンバーで、幹事、副会長、会長などを務めた。彼はまたシンジケートの共同代表(W・アヴェレル・ハリマンと)を務め、1925年に有名なスポーツ会場マディソン・スクエア・ガーデン、ベルモントパーク競馬場を再建した。義兄弟ジョセフ・ウェアはデビスカップの創設者の一人である。
ウォーカー家はメリーランド州の奴隷商人の家系である。ルクレティア・ウェア(1874-1961)と結婚し、6人の子どもがいた。ドロシー・ウォーカー・ブッシュ、ジョージ・ハーバート・ウォーカー・ジュニア、ジョン・M・ウォーカー、ジェームズ・ウェア・ウォーカー、ナンシー・ウォーカー、ルイス・ウォーカーである。
1953年にニューヨーク州ニューヨークで78歳で死亡した。